# Jean-Paul Kamudimba
Jean-Paul Kamudimba, né selon les sources le 16 février 1982 à Lubumbashi, est un footballeur international congolais.
Il a participé à la Coupe d'Afrique des nations 2006 avec l'équipe de République démocratique du Congo.
Il vit actuellement entre l'Angleterre et la France, où est domiciliée sa famille.

## Carrière
| Année   | Club            | Pays       |
| ------- | --------------- | ---------- |
| 1999-05 | OGC Nice B      | France     |
| 2003-04 | OGC Nice        | France     |
| 2005-06 | Grimsby Town    | Angleterre |
| 2006-07 | Yeovil Town     | Angleterre |
| 2007-08 | Oldham Athletic | Angleterre |
| 2008-09 | Oldham Athletic | Angleterre |
| 2008-09 | Grimsby Town    | Angleterre |
| 2009-10 | Yeovil Town     | Angleterre |
| 2010-11 | Yeovil Town     | Angleterre |
| 2011-   | Bristol Rovers  | Angleterre |